# Барбара Ягеллон
Барбара Ягеллон, также Барбара Польская (нем. Barbara von Polen, пол. Barbara Jagiellonka; 15 июля 1478, Сандомир — 15 февраля 1534, Дрезден) — польская принцесса из рода Ягеллонов, в замужестве — герцогиня Саксонии.

## Биография
Барбара была дочерью польского короля Казимира IV (1427—1492) и его супруги, Елизаветы Габсбург (1437—1505), дочери императора Священной Римской империи Альбрехта II. Своё имя она получила в честь прабабушки, Барбары Цилли. Старшая сестра Барбары, Ядвига Ягеллонка, с 1475 года была замужем за герцогом Баварии-Ландсхута Георгом.
21 ноября 1496 года в Лейпциге Барбара вышла замуж за Георга, герцога Саксонского. На свадьбу, знаменитую своей роскошью, были приглашены 6286 дворян из Польши и Германии. Как ближайший родственник сразу трёх польских королей, Георг Саксонский отныне стал одной из влиятельнейших политических фигур как на востоке Германии, так и в регионе Польша-Литва, посредником при проведении переговоров между враждующими феодальными партиями. В то же время этот брак имел важное значение и для польских Ягеллонов, находившихся в это время во враждебных отношениях с Габсбургами, споря из-за венгерской короны.
Супружеская жизнь Георга и Барбары сложилась удачно, они были счастливой и любящей друг друга парой. Совместно они дали начало в 1513 году проводимым с тех пор ежегодно торжественным Пасхальным мессам и литургиям в Мейсенском соборе. Сохранились письма, которые писала в 1514 году Барбара своему мужу, ушедшему на войну во Фрисландию, они полны заботы и нежности. После смерти своей жены Георг, в знак траура, перестал более бриться и с тех пор носил данное ему прозвище Бородатый (der Bärtige).
Барбара похоронена в Мейсенском соборе, в отдельной, сооружённой её мужем, капелле. Рядом покоится и Георг. Они являются последними герцогами из рода Веттинов, похороненных в этом соборе. Над алтарём в этой капелле находится алтарная картина работы Лукаса Кранаха Старшего, изображающая Георга и Барбару в окружении апостолов и святых.

## Семья
У Барбары и Георга родились дети:
- Кристоф (*/† 1497)
- Иоганн (1498—1537), был женат на Елизавете Гессенской;
- Вольфганг (1499—1500)
- Анна (*/† 1500)
- Кристоф (*/† 1501)
- Агнес (*/† 1503)
- Фридрих (1504—1539), был женат на Елизавете, графине фон Мансфелд;
- Кристина (1505—1549), была замужем за Филиппом, ландграфом Гессенским;
- Магдалена (1507—1534), была замужем за Иоахимом II Гектором, курфюрстом Бранденбургским;
- Маргарета (1508—1510).